# Novoustînivka, Ustînivka
Novoustînivka (în ucraineană Новоустинівка) este un sat în comuna Krînîcine din raionul Ustînivka, regiunea Kirovohrad, Ucraina.

## Demografie
Componența lingvistică a localității Novoustînivka
     Ucraineană (92,73%)
     Rusă (3,64%)
     Belarusă (2,73%)
     Alte limbi (0,91%)
Conform recensământului din 2001, majoritatea populației localității Novoustînivka era vorbitoare de ucraineană (92,73%), existând în minoritate și vorbitori de rusă (3,64%) și belarusă (2,73%).